# フェルディナント・ゴットフリート・フォン・ヘルダー

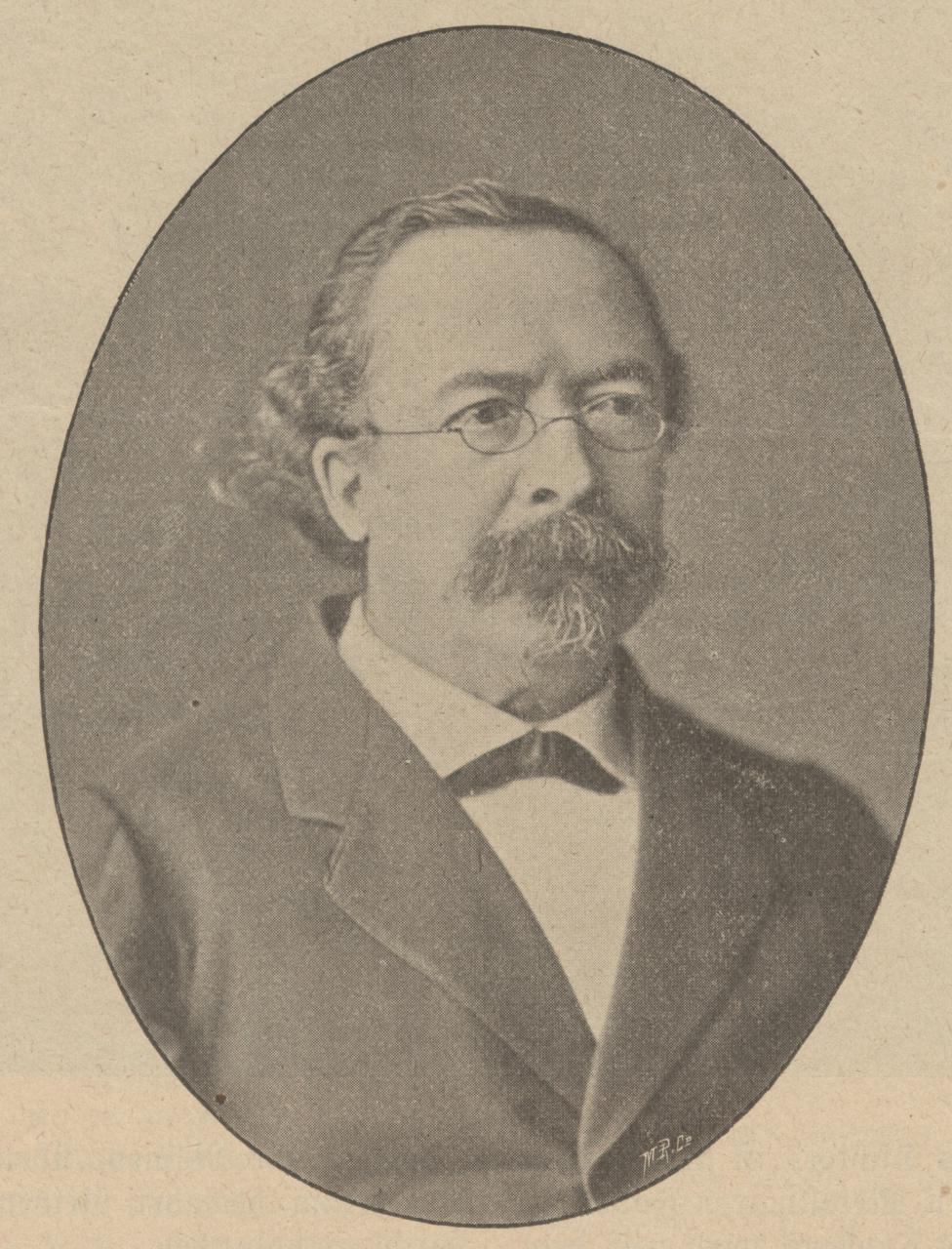
Ferdinand Gottfried von Herder

フェルディナント・ゴットフリート・フォン・ヘルダー（Ferdinand Gottfried von Herder、フルネームは Gottfried Ferdinand Maximilian Theobald von Herder、1828年2月2日 - 1896年6月7日）は、ドイツの植物学者である。サンクトペテルブルク植物園の幹部職員を務め、ロシア帝国の枢密顧問官となった。彼は有名な詩人、ヨハン・ゴットフリート・フォン・ヘルダーの孫である。

## 略歴
バイロイトに、森林監督官のエミール・エルンスト・ゴットフリート・フォン・ヘルダーの息子として生まれた。父親はヨハン・ゴットフリート・フォン・ヘルダーの息子であり、母親も当時人気のあった作家のテレーゼ・フバーの一族である。両親は1813年に結婚し、5人の子供をもうけ、フェルディナント・ゴットフリートは3人目の子供であるが、1831年に母親は5人目の子供の出産時に産褥熱で没した。その後は母親の妹、テレーゼ・フォルスターに育てられた。
1846年にエアランゲンやハイデルベルクで法律を学んだ。1849年のバーデン革命に参加し、ローレンツ・ブレンターノ（Lorenz Brentano）らと活動した。革命の失敗によりスイスに逃れるが、しばらくして恩赦されることを期待して帰国した。裁判で無罪になったが、政治的な活動をする道は閉ざされた。
フォン・ヘルダーは再び、スイスへ行き、チューリッヒ大学で植物学を学んだ。1856年に結婚し、サンクトペテルブルク植物園で仕事を得た。1860年から学芸員を務め、1861年から1891年の間、文書館の司書を務めた。植物学の論文を書き、1863年にドイツ自然科学アカデミー・レオポルディーナの会長、カール・グスタフ・カルス（Carl Gustav Carus）から博士号を与えられ、1864年に正会員に選ばれた。
妻の病気のために、ドイツに戻り、妹の住むプファルツ州のグリュンシュタットに移り、妻の死の後もそこに住んだ。プファルツ州自然史協会（Pfälzer naturkundlichen Vereins、"Pollichia"）理事を務め、後に理事長となった。グリュンシュタットで没した。

## 著作
- „Briefe Goethe's und der bedeutendsten Dichter seiner Zeit an Herder“, herausgegeben von Heinrich Düntzer und Ferdinand Gottfried von Herder, 1858
- „Von und an Herder. Ungedruckte Briefe aus Herders Nachlaß“, herausgegeben von Heinrich Düntzer und Ferdinand Gottfried von Herder. 3 Bde., Leipzig 1861–1862
- „Enumeratio, plantarum in regionibus cis- et transiliensibus a Cl. Semenovio, Anno 1857 Collectarum“, (Sprache Latein), Sankt Petersburg, 1864-69
- „Bemerkungen über die wichtigsten Bäume, Sträucher und Stauden des Kaiserlichen Botanischen Gartens in St. Petersburg und der St. Petersburger Flora“, 134 Seiten, Moskau, Kaiserliche Universität, 1865.
- „Catalogus systematicus bibliothecae Horti Imperialis Botanici Petropolitani“, (Sprache Latein), Sankt Petersburg, 1886